# Szpital św. Rocha w Warszawie
Szpital św. Rocha – szpital w Warszawie, założony w 1707, początkowo prowadzony przez Bractwo św. Rocha, a w latach 30. XX wieku przez fundację pod zarządem miejskim. Budynek szpitala spłonął w 1944 roku, został odbudowany i włączony do głównego kampusu Uniwersytetu Warszawskiego.

## Utworzenie Bractwa św. Rocha
Po przejściu zabójczej epidemii czarnej ospy w Europie biskup poznański Jan Wężyk utworzył nową parafię świętokrzyską na Krakowskim Przedmieściu, która ufundowana przez Annę Wolfową, przekształciła się w Bractwo św. Rocha. Jego głównym celem było niesienie pomocy w czasie ewentualnego nawrotu owej niebezpiecznej choroby. W 1414 roku sobór w Konstancji ogłosił św. Rocha patronem podobnych bractw („opiekuna od zarazy”).

## Założenie szpitala
Szpital został założony w 1707. Początkowo placówka mieściła się w domu Czyżykowskiego na Nowym Świecie. W 1710 został przeniesiony na ul. Krakowskie Przedmieście 24. Ten podniszczony już gmach został wyremontowany i w trzy lata później oficjalnie zatwierdzony, otrzymał prawa do wszelkich swobód kościelnych, a także do wybudowania kaplicy bądź ołtarza. Oficjalna nazwa „Szpital chorych płci obojga pod tytułem św. Rocha w Warszawie pod nr 395". Szpital miał służyć ubogim parafianom parafii św. Krzyża oraz członkom Bractwa św. Rocha.
Szpital św. Rocha był jednopiętrowym budynkiem, na którego skrzydłach znajdowały się miejsca dla „uciążliwie” chorych. Na pierwszym piętrze, pośrodku wybudowana została kaplica, a po jej stronach były sale (w każdej po 30 łóżek) dla potrzebujących, osobna dla kobiet i osobna dla mężczyzn. Na parterze znajdowały się sale chirurgiczne oraz inne niezbędne pomieszczenia (m.in. pralnia, spiżarnia, kuchnia).
W 1751 szpitalowi oddano w zastaw wieś Rakowiec, którą na własność przejął on 10 lat później, a następnie założył w jej sąsiedztwie folwark należący do niego do 1920.
W XIX w. utworzono kliniki, czyli sale dla chorych i takie, w których wykonywano zabiegi chirurgiczne i opatrunki.
W 1936 dyrektorem szpitala był dr Stanisław Gądek. Szpital posiadał etatowo 102 łóżka, a rzeczywiście 120 łóżek. W skład szpitala wchodził oddział chirurgiczny, oddział wewnętrzny, pracownia rtg, pracownia bakteriologiczno-chemiczną i biblioteka. Przy szpitalu funkcjonowała Szkoła Pielęgniarska Sióstr Miłosierdzia św. Wincentego à Paulo.
W 1944 budynek szpitala został spalony. W latach 1947–1948 został odbudowany z przeznaczeniem na siedzibę samorządu studentów UW, organizacji studenckich, PTTK, przychodni lekarskiej i księgarni, wchodząc w skład głównego kampusu Uniwersytetu Warszawskiego. W budynku ma siedzibę Instytut Kultury Polskiej.